# Río Linares (afluente del Ablanquejo)
El río Linares, también llamado río Salado, es un curso de agua del interior de la península ibérica, afluente por la derecha del Ablanquejo. Discurre por la provincia española de Guadalajara.

## Curso del río

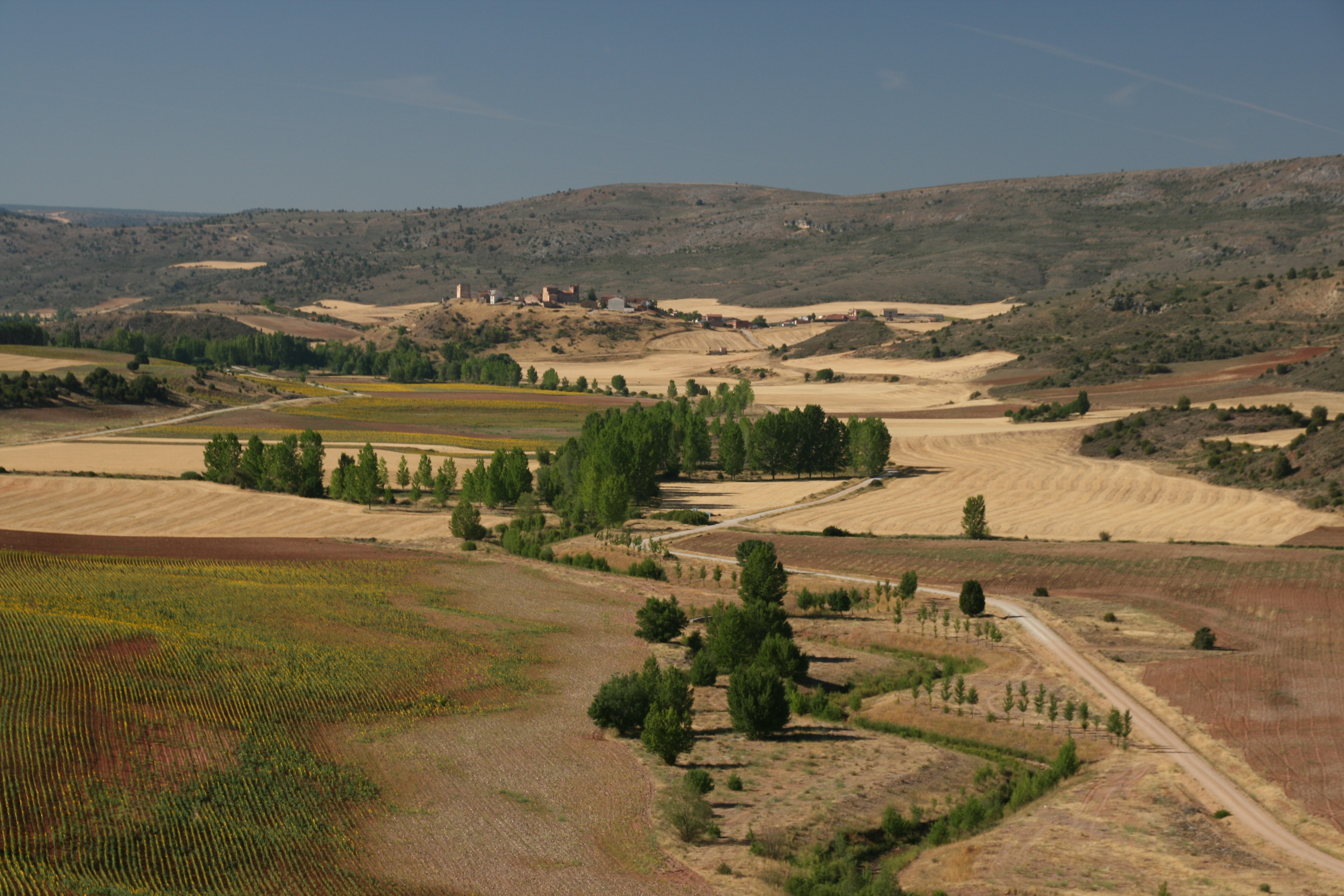
Tramo del río antes de llegar a Riba de Saelices (al fondo de la imagen)

El río puede recibir las denominaciones de "río Linares" o "río Salado". Con una longitud de unos 14 o 23,58 km, pasa junto a la localidad de Riba de Saelices, en la provincia de Guadalajara.
Termina por desembocar en el río Ablanquejo, algo antes de que este ceda sus aguas al Tajo. El parque natural del Alto Tajo y su zona periférica de protección incluyen dentro de sus límites al río. Sus aguas terminan vertidas en el océano Atlántico.